# جاسيك زيلينسكي (لاعب كرة قدم)
جاسيك زيلينسكي (بالبولندية: Jacek Zieliński)‏ هو مدرب كرة قدم ولاعب كرة قدم بولندي في مركز الوسط، ولد في 22 مارس 1961 في تارنوبزج في بولندا. لعب مع غوارديا وارسو ونادي كراكوفيا الرياضي.

## وصلات خارجية
- جاسيك زيلينسكي (لاعب كرة قدم) على موقع قاعدة بيانات كرة القدم.إي يو (الإنجليزية)
- جاسيك زيلينسكي (لاعب كرة قدم) على موقع Soccerway.com (الإنجليزية)
- جاسيك زيلينسكي (لاعب كرة قدم) على موقع عالم كرة القدم.نت (الإنجليزية)